# Клины (Белыничский район)
Клины́ (бел. Кліны) — деревня в составе Вишовского сельсовета Белыничского района Могилёвской области Белоруссии. Население — 6 человек (2019).

## Географическое положение
Ближайшие населённые пункты: Восток, Рафолово, Шараевка.

## История
Основана в начале XX века переселенцами из соседних деревень. В 1931 году образован колхоз «Ленинский призыв». В период Великой Отечественной войны с 2 июля 1941 года по 29 июня 1944 года оккупирована немецко-фашистскими захватчиками, разрушено шесть дворов. 17 односельчан погибло на фронте, пять — в партизанской борьбе. В 1986 году в составе колхоза «Ленинский призыв» (центр — д. Лямница).
Короткая улиц меридианной ориентации застроена деревянными сельскими домами с приусадебными участками.

## Население
| Численность населения (по переписи) | Численность населения (по переписи) | Численность населения (по переписи) | Численность населения (по переписи) | Численность населения (по переписи) |
| 1926                                | 1959                                | 1970                                | 2009                                | 2019                                |
| ----------------------------------- | ----------------------------------- | ----------------------------------- | ----------------------------------- | ----------------------------------- |
| 166                                 | ↘70                                 | ↘8                                  | ↘2                                  | ↗6                                  |

## Известные уроженцы
- Михаил Станиславович Евневич[бел.] (1922—2010) — учёный в области лингвистики и педагог, доктор филологических наук (1982), профессор (1984), Заслуженный учитель БССР (1972), лауреат Государственной премии БССР (1990).